# Eduard Bronner
Eduard Bronner (* 12. Juli 1822 in Wiesloch; † 19. März 1885 in Bradford) war ein deutscher Arzt, Revolutionär und Parlamentarier.

## Leben
Eduard Bronner war einer der Söhne des Apothekers und Weinbaupioniers Johann Philipp Bronner. Nach dem Besuch des Gymnasiums in Heidelberg studierte Eduard Bronner von 1839 bis 1845 Medizin an der Ruprecht-Karls-Universität Heidelberg, unterbrochen von einem Studienaufenthalt an der Albert-Ludwigs-Universität Freiburg im Wintersemester 1843/44. 1841 wurde er Mitglied des Corps Suevia Heidelberg. 1844 wurde er Mitglied der Alten Heidelberger Burschenschaft Allemannia und der Burschenschaft Walhalla Freiburg. 1846 legte er das badische Examen ab und wurde Assistent von Franz Naegele. Von Winter 1846/47 bis 1848 bildete er sich an Pariser Hospitälern, bei Christian Friedrich Wilhelm Roller sowie den Universitätskliniken in Wien und Prag fort. Im Frühjahr 1848 ließ er sich in seiner Heimatstadt Wiesloch nieder, wo er im folgenden Jahr heiratete. 1849 wurde er von der Badischen Revolutionsregierung zum Zivilkommissär für das Bezirksamt Wiesloch ernannt. Für den Wahlbezirk XVII (Amtsbezirke Wiesloch, Heidelberg, Weinheim) gehörte er der Badischen verfassunggebenden Versammlung von 1849 an. Er war Mitglied in seinem örtlichen Volksverein.
Nach Niederschlagung der Revolution musste er Baden verlassen und ging zunächst nach Zürich und Straßburg, wo er sich bei den dortigen Krankenhäusern fortbildete. Als die badischen Exilierten in Straßburg nicht mehr geduldet wurden, ging er nach Saint-Dié-des-Vosges und Épinal. Im Herbst 1850 kam er nach Paris und bildeten sich bei den dortigen Hospitälern fort. Im November 1851 musste er auch Frankreich verlassen und ging nach England, zuerst nach Manchester. Im Juli 1852 ließ er sich als Arzt in Bradford nieder. 1852 wurde er von der Universität Jena zum Dr. med. promoviert. 1853 wurde er korrespondierendes Mitglied des Vereins deutscher Ärzte und Naturforscher in Paris. 1857 bildete er sich in Paris und London in Augen- und Ohrenheilkunde fort. 1859 bestand der das medizinische Examen am Royal College of Surgeons of England sowie an der Apothecaries' Hall. Im Herbst 1857 gründete er in Bradford auf eigene Kosten ein Konsultationslokal für Augen- und Ohrenkranke, in dem er die Armen der Stadt, insbesondere die Fabrikarbeiter, kostenlos behandelte und operierte. Aus diesem Konsultationslokal entwickelte sich in den nächsten ein kleines Privathospital für Augenkrankheiten, aus dem 1865 das erste öffentliche Augenhospital in England hervorging.
1859 gründete Bronner in Bradford einen deutschen Schillerverein und unterstütze notleidende Deutsche in Bradford. Für ihr karitatives und kulturelles Engagement erhielten er und seine Frau anlässlich ihrer Silbernen Hochzeit von der kleinen Kolonie Deutscher in Bradford einen Geldbetrag über 1000 Pfund Sterling, eine Kiste mit Silbergeschirr im Wert von 600 Pfund Sterling sowie zwei silberne Lorbeerkränze für seine Frau.
Bronner zählte weit über die Grenzen der Stadt hinaus zu den geschätztesten Bürgern Bradfords seiner Zeit. Als er am 22. März 1885 in Bradford beigesetzt wurde, säumten tausende Menschen zum Geläut der Kirchen- und Rathausglocken den Trauerzug zum Undercliffe-Friedhof, alle Geschäfte der Stadt hatten als Zeichen der Achtung geschlossen. Karl Schaible schloss seinen Nekrolog mit den Worten: „Eduard Bronner besaß weder Titel noch Orden. Sein einziger Titel war der des guten Doktors, sein Ehrenstern war der der Dankbarkeit, welcher in den Augen der Armen strahlte, sein Wahlspruch war: ‚Liebe deine Mitmenschen mehr als dich selbst‘“.